# مارتن بودری
مارتن بودری (انگلیسی: Maarten Boudry؛ زادهٔ ۱۵ اوت ۱۹۸۴) فیلسوف، و دانشمند اهل بلژیک است.